# Super Mario Land
Super Mario Land es un videojuego de plataformas de desplazamiento lateral de 1989 desarrollado y publicado por Nintendo como un juego de lanzamiento para su consola de juegos portátil Game Boy. Es el primer juego de plataformas de Mario que se lanzó para una consola portátil. En una jugabilidad similar a la de Super Mario Bros. de 1985, pero redimensionada para la pantalla del dispositivo más pequeño, el jugador hace avanzar a Mario hasta el final de 12 niveles moviéndose hacia la derecha y saltando entre plataformas para evitar enemigos y trampas. A diferencia de los otros juegos de Mario, Super Mario Land está ambientado en Sarasaland, un nuevo entorno representado en líneas de arte, y Mario debe rescatar a la Princesa Daisy debutante. El juego tiene dos niveles de disparos al estilo Gradius.
A pedido del CEO de Nintendo, Hiroshi Yamauchi, Nintendo R&D1 del creador de Game Boy, Gunpei Yokoi, desarrolló un juego de Mario para vender la nueva consola. Es el primer juego de Mario para consola portátil y el primero que se hace sin el creador de Mario y protegido de Yokoi, Shigeru Miyamoto. En consecuencia, el equipo de desarrollo redujo los elementos del juego para el dispositivo y usó algunos elementos de la serie de manera inconsistente. Se esperaba que Super Mario Land exhibiera la consola hasta que Nintendo of America incorporó Tetris. El juego se lanzó junto con Game Boy primero en Japón en abril de 1989 y luego en todo el mundo. Super Mario Land se volvió a publicar para Nintendo 3DS a través de la consola virtual en 2011, que presenta algunos ajustes de presentación.
El juego fue elogiado por la crítica, que estaba satisfecha con la transición de la franquicia a Game Boy, pero notó su corta duración. La consola portátil se convirtió en un éxito inmediato y se vendieron más de 18 millones de copias de Super Mario Land, más que Super Mario Bros. 3. Tanto los críticos contemporáneos como los retrospectivos elogiaron particularmente la banda sonora del juego. El juego generó secuelas, incluidas Super Mario Land 2: 6 Golden Coins (1992) y Wario Land: Super Mario Land 3 (1994), la última de las cuales se convertiría más tarde en su propia subserie, Wario Land. Super Mario Land se ha incluido en varias de las mejores listas de juegos de Game Boy y debutó a Princesa Daisy como un personaje recurrente de la serie Mario.

## Sistema de juego
Como juego de plataformas de desplazamiento lateral y el primero de la serie Super Mario Land, el juego es similar en jugabilidad a la serie Super Mario Bros. Como Mario, el jugador avanza hasta el final del nivel moviéndose hacia la derecha y saltando entre plataformas para evitar enemigos y trampas, la pantalla solo se desplaza hacia la derecha, a medida que el jugador avanza, pero no se desplazará hacia atrás a la izquierda, y las secciones de un nivel que han pasado fuera de la pantalla no se pueden volver a visitar. Mario viaja a Sarasaland para salvar a la princesa Daisy de Tatanga, un malvado extraterrestre. Dos de los doce niveles del juego son tiradores al estilo Gradius de «desplazamiento forzado» en los que Mario dirige un submarino o un avión y dispara proyectiles hacia los enemigos que se aproximan, bloques destructibles y jefes. Los niveles terminan con un desafío de plataformas para llegar a una salida alternativa ubicada sobre la salida normal, la primera conduce a un minijuego de bonificación al estilo de toboganes y escaleras que otorga de 1 a 3 vidas adicionales o un potenciador Superball Flower.
A diferencia de los otros juegos de Mario, que tienen lugar en el Reino Champiñón, Super Mario Land está ambientado en Sarasaland y está dibujado con líneas de arte. Mario debe rescatar a la Princesa Daisy, en su debut, en lugar de la damisela en apuros estándar de la serie, la Princesa Peach. Cuando se salta, los caparazones de Koopa explotan después de un pequeño retraso, Mario lanza pelotas que rebotan en lugar de bolas de fuego (denominadas «Superballs» en el manual), los potenciadores de 1-Up Mushroom se representan como corazones, y los mástiles finales se reemplazan con un desafío de plataformas. Comparado con Super Mario Bros., que contiene 32 niveles subdivididos en 8 «mundos» con 4 niveles cada uno, Super Mario Land es más pequeño, con 12 niveles subdivididos en 4 «mundos» con 3 niveles cada uno. Hay cinco jefes únicos, uno al final de cada uno de los cuatro mundos, y un quinto y último jefe es Tatanga, que aparece cuando el cuarto jefe es derrotado. Los primeros tres jefes pueden destruirse con proyectiles, o el jugador puede pasarlos hacia la salida sin destruirlos primero; el último nivel no tiene salida regular, y los dos jefes al final de ese nivel deben ser destruidos con proyectiles para completar el nivel y el juego. Algunos elementos se repiten de los juegos anteriores de Mario, como bloques suspendidos en el aire, plataformas móviles que deben usarse para atravesar trampas, tuberías que conducen a otras áreas, monedas coleccionables que otorgan una vida extra cuando se recolectan 100 y enemigos Goomba. Una vez que el jugador ha completado el juego, puede volver a jugar en un modo más difícil, en el que los niveles son los mismos, excepto que los enemigos son más numerosos; si el jugador completa el modo más difícil, el juego le permite comenzar otro juego en cualquier nivel del juego.

## Desarrollo

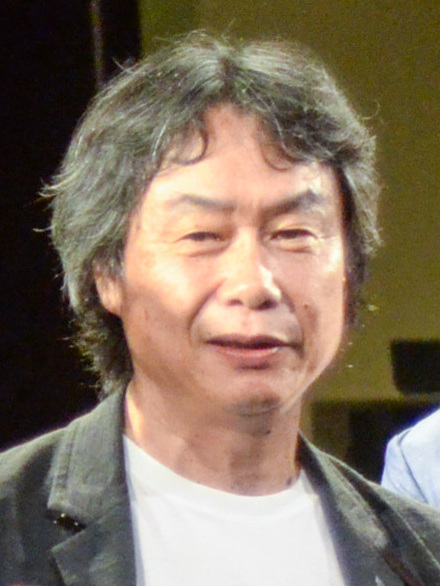
El creador de Mario, Shigeru Miyamoto, fue «famoso por no intervenir» en el desarrollo de Super Mario Land.

Super Mario Land fue desarrollado por Nintendo R&D1 y publicado por Nintendo en 1989 como un juego de lanzamiento para su consola portátil Game Boy. El CEO de Nintendo, Hiroshi Yamauchi, creía que los juegos divertidos promueven las ventas de consolas, por lo que cuando la compañía creó Game Boy, quería un juego divertido con la mascota de Nintendo, Mario. La tarea recayó en Nintendo R&D1, un equipo de desarrollo dirigido por el inventor de Game Boy, Gunpei Yokoi. Yokoi había creado previamente la serie Game & Watch y trabajó con su protegido, Shigeru Miyamoto, en el juego que inventó a Mario, Donkey Kong. Super Mario Land es el cuarto juego de Super Mario, el primer juego portátil de Mario y el primero de la serie que se hace sin Miyamoto.
En ausencia de la dirección de Miyamoto, el equipo de desarrollo usó elementos nuevos e inconsistentes con la serie, ya que Super Mario Land redujo elementos de la serie para adaptarlos a la pequeña pantalla del dispositivo portátil. Yokoi, el jefe de R&D1, se desempeñó como productor, y Satoru Okada se desempeñó como director. Anteriormente habían desarrollado Metroid (1986) y Kid Icarus (1986) juntos, y los dos diseñaron posteriormente Game Boy: Yokoi en su diseño industrial y Okada en su ingeniería. Su Super Mario Land se planeó como el título de exhibición de la consola portátil hasta que Henk Rogers trajo Tetris a Nintendo of America y convenció a Minoru Arakawa de que el adictivo juego de computadora ayudaría a Nintendo a llegar a la audiencia más grande. Posteriormente, la empresa optó por incluir Tetris en cada compra de Game Boy.
La Game Boy se lanzó en Japón en abril de 1989, América del Norte en julio y Europa en septiembre de 1990, y Super Mario Land se convirtió en un juego de lanzamiento. Su primer lanzamiento oficial fue el 21 de abril de 1989 en Japón, seguido de su lanzamiento en América del Norte en agosto. Aproximadamente 22 años después, Super Mario Land se lanzó para Nintendo 3DS a través de la consola virtual el 6 de junio de 2011, como uno de sus juegos de apertura. Sus nuevas características incluyen un mayor tamaño (alrededor del 60 por ciento de zoom) y una paleta de colores opcional de «tonos de verde» para igualar el efecto monocromático de la Game Boy original.

## Recepción

### Ventas
Tras el «éxito de la noche a la mañana» de Game Boy, Super Mario Land se convirtió en el segundo lanzamiento de 1989 más vendido en América del Norte (por debajo de Tetris de Nintendo). Super Mario Land vendió más de 18 millones de copias en todo el mundo, más que Super Mario Bros. 3 (1988).
En los Estados Unidos, el juego encabezó las listas de ventas de Game Boy de Babbage durante dos meses en 1992, de agosto a septiembre.

### Reseñas contemporáneas
Muchos críticos vieron a Super Mario Land como una versión «más pequeña» y más corta de Super Mario Bros. En el momento de su lanzamiento en 1989, los críticos estaban emocionados de tener un juego portátil de Mario. Paul Rand de Computer and Video Games calificó el juego como «una máquina recreativa en tu bolsillo» y los gráficos «notable» por su tamaño. La revista francesa de juegos Player One dijo que Super Mario Land se comprometió adecuadamente cuando fue necesario para llevar a Mario a un dispositivo portátil. Steve Harris, de Electronic Gaming Monthly, consideró que el juego era «fantástico» y «muy divertido de jugar», aunque breve. Ed Semrad y Donn Nauert del mismo medio declararon a Super Mario Land «fácilmente el mejor carrito de Game Boy» de la época.

Tony Mott de Superplay dijo que el juego demostró que Game Boy de Nintendo «tenía una jugabilidad a la altura» de sus competidores. Matt Regan de Mean Machines estuvo de acuerdo: «¡Jugabilidad al enésimo grado!». Las revistas británicas Mean Machines y The Games Machine comentaron sobre los muchos secretos que hay que encontrar. Player One también elogió la música. Player One pronunció además a Super Mario Land como una «obra maestra», «el pináculo de los videojuegos portátiles».

### Reseñas retrospectivas
Lucas Thomas de IGN escribió que el protagonista, los enemigos y el juego en general eran más cortos y señaló que el propio Mario tenía solo 12 píxeles de altura en la pantalla pequeña de Game Boy. Con esto en mente, a Thomas le preocupaba la «fatiga visual» de los jugadores en los relanzamientos del juego. Aun así, Levi Buchanan de IGN pensó que el juego no hizo concesiones en su reducción de tamaño. Gus Turner de Complex escribió que los gráficos eran «simples», y Official Nintendo Magazine dijo que el juego era «ridículamente corto». Eurogamer informó que el juego podría terminarse en menos de una hora.
Gus Turner de Complex escribió que el juego tenía la diversión, la intuición y la dificultad asociadas con la serie. Chris Schilling de Eurogamer calificó la banda sonora de Hirokazu Tanaka como «seguramente una de las mejores de todos los tiempos», y Official Nintendo Magazine dijo que estaba entre «la mejor música de videojuegos jamás compuesta». Eurogamer y Complex también felicitaron la música.

## Legado

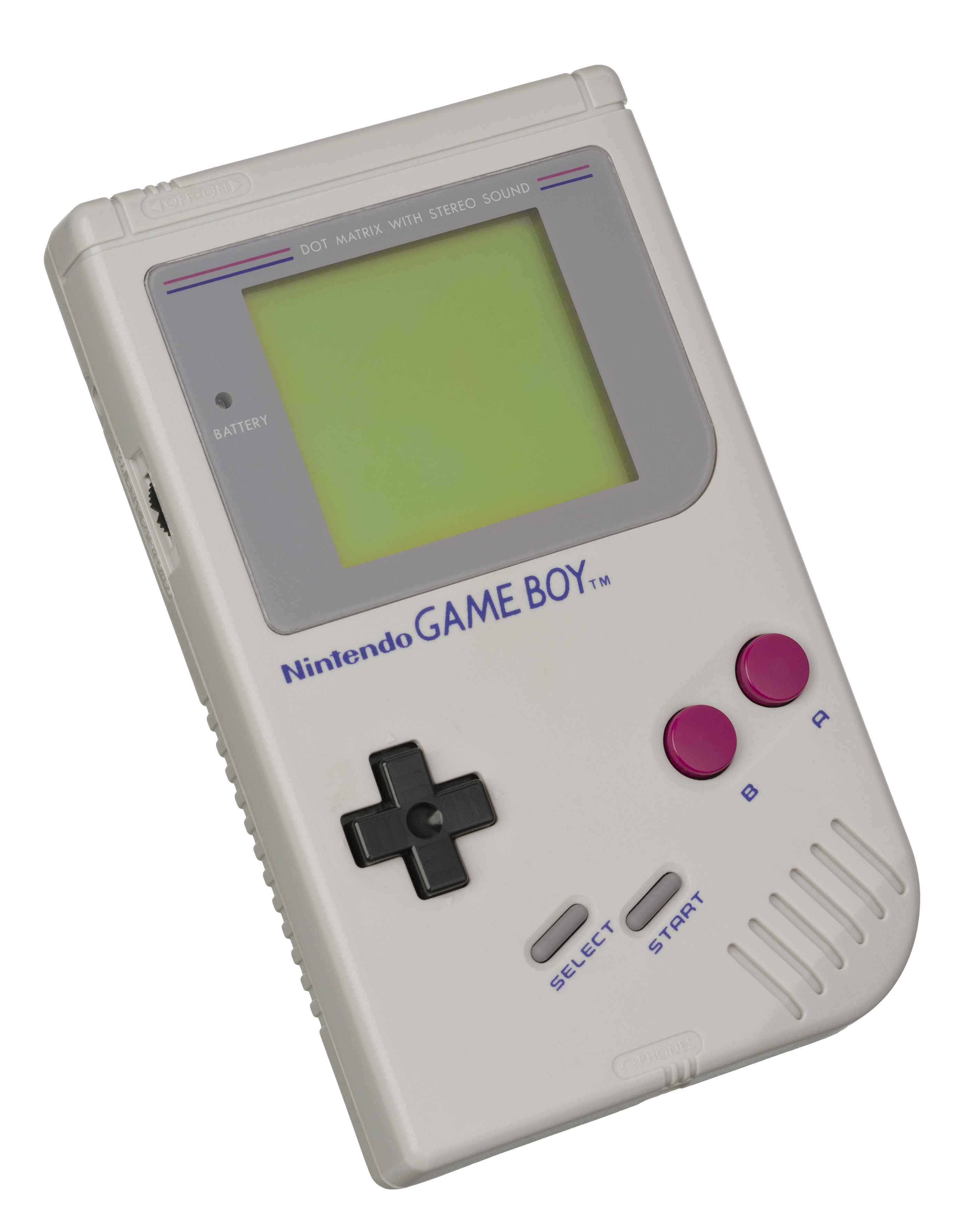
Super Mario Land fue un juego de lanzamiento para Game Boy en 1989

El juego comenzó una serie de juegos de Mario portátiles. Super Mario Land 2: 6 Golden Coins agregó un mundo no lineal y presentó a Wario, una versión malvada de Mario, como el villano del juego. El subsiguiente Wario Land: Super Mario Land 3 comenzó la franquicia Wario. Después de diecinueve años, fue lanzado el título de Super Mario 3D Land de 2011 para Nintendo 3DS. El término Land en franquicia de Mario hace referencia a la versión portátil frente a World que hace referencia a la versión de sobremesa. Audrey Drake de IGN argumentó que tanto Wario Land como Super Mario 3D Land no eran «secuelas legítimas», y escribió que este último se parecía más a Super Mario Bros. 3 y Mario Galaxy que un sucesor de Super Mario Land 2. El juego se incluyó en múltiples clasificaciones de los mejores juegos de Game Boy, y la Official Nintendo Magazine lo ubicó en el puesto 73 en sus top 100 mejores juegos de Nintendo. Después de su debut en Super Mario Land, Princess Daisy aparece en juegos de carreras y deportes de la serie Mario. Los cómics de Game Boy se basaron solo en Super Mario Land, ya que era el único juego de aventuras en ese momento. También varios tomos del manga Super Mario de Kazuki Motoyama están basados en Super Mario Land.
Super Mario Land es recordado por sus elementos miniaturizados de Super Mario y «giro en casi todos los pilares imaginables de Mario». Muchos de sus nuevos elementos no se repiten más adelante en la serie, lo que hace que Super Mario Land sea extraño en comparación con el resto de la serie, o lo que Thomas de IGN describió como un «bicho raro singular». Marc Nix de IGN dijo retrospectivamente que Super Mario Land era el único juego de Mario sin inspiración, con «vacíos funky de blanco» y ovnis en lugar del «sorprendentemente original Mushroom Kingdom». Mean Machines también se desanimó por el tema alienígena, la dificultad fácil y el desenfoque de la pantalla de matriz de puntos. Travis Fahs de IGN escribió que el juego no era comparativamente tan «ambicioso» como Super Mario Bros. 3. Mean Machines dijo que no era «un verdadero juego de Mario», que no valía su puntaje de revisión originalmente alto y «en retrospectiva, no es realmente un clásico». Glen Fox de Nintendo Life estuvo de acuerdo y escribió que fue un logro impresionante en ese momento, pero que no envejeció tan bien como otros juegos de Mario.
Schilling de Eurogamer escribió que Mario se sentía diferente, más ligero, con más fricción, y que el juego se sentía «radical y distintivo» por los riesgos que tomaba. Thomas de IGN citó elementos de juego «fuera de lugar» como los niveles de los tiradores, los proyectiles de Koopa que explotan, las bolas de fuego que no se apagan y la trama que no es de la Princesa Peach como salidas de la serie. Thomas atribuyó esto a la falta de participación del creador de Mario, Miyamoto, en el desarrollo del juego, que describió como «famosamente no intervencionista». Schilling de Eurogamer, en cambio, culpó a las limitaciones técnicas de Game Boy. Pero él también estaba perplejo por los nuevos enemigos de la esfinge, el caballito de mar y la cabeza de Moái, y consideró que los caparazones de Koopa explotaban como un «truco cruel» que desdeñaba el juego central de la serie. Los niveles de disparos de Super Mario Land, nuevos en la serie, no se revisaron en los juegos posteriores de Super Mario, excepto en los juegos Maker. Los juegos posteriores de la serie, como Super Mario Land 2, abandonaron la diminuta escala del original y eligieron las clásicas bolas de fuego de flores de fuego en lugar de las bolas que rebotan de la primera entrega.
El juego se incluyó en múltiples clasificaciones de los mejores juegos de Game Boy, y la revista oficial de Nintendo lo incluyó en el puesto 73 entre sus 100 mejores juegos de Nintendo. Después de su debut en Super Mario Land, la princesa Daisy aparece en juegos de carreras y deportes posteriores de la serie Mario.

### Música popular
La canción «Supermarioland» (1992) del grupo británico Ambassadors of Funk se inspiró en el juego y se convirtió en un éxito novedoso, apareciendo en las diez listas de éxitos del Reino Unido. Simon Harris, el cerebro detrás de Ambassadors of Funk, dijo que inicialmente no tenía intención de crear composiciones temáticas de Super Mario, pero después de que su amigo le presentó la consola Game Boy de Nintendo, se encariñó con el tema musical de Super Mario Land, compuesto por Hirokazu Tanaka. Se dio cuenta de que las canciones en la partitura del juego tenían un tempo similar al de la música house, por lo que pudo incorporar las muestras en «Supermarioland» fácilmente, y reclutó a Einstein para que proporcionara las voces de rap. Después de que Harris creó la pista, se puso en contacto con Nintendo para autorizar las muestras de música, y a la compañía, que le gustó lo que había hecho Harris, también solicitó que él y Einstein grabaran un álbum con material de Super Mario. Nintendo UK rápidamente comenzó a promocionar y comercializar «Supermarioland», incluso proporcionando un actor para el video musical, pero era difícil contactar a Nintendo of America y la pista nunca se lanzó en los Estados Unidos. El diseñador de Mario, Shigeru Miyamoto, aprobó el proyecto y el álbum, titulado Super Mario Compact Disco, fue lanzado en Japón en agosto de 1993, con pistas de otros juegos de Mario como Super Mario Bros. 3 y Super Mario Kart.

### Remakehecho por fanes
Un homebrew para Super Nintendo Entertainment System llamado New Super Mario Land salió a la luz en 2019 después de una serie de publicaciones en Twitter de un usuario llamado ChronoMoogle. El remake presenta imágenes mejoradas, música y un modo multijugador para hasta 4 jugadores. Según su creador, que concedió una entrevista a Nintendo Life y pidió permanecer en el anonimato, la adaptación se construyó totalmente desde cero —por lo tanto, no se realizó ningún hackeo de ROM— usando lenguaje ensamblador, algunas herramientas para gráficos y sonido y un emulador de Super Nintendo para las pruebas. Después de desarrollar el juego, el creador mostró el juego en treinta cartuchos de Nintendo Power y los distribuyó a sus «amigos aficionados de Nintendo» como regalo de Navidad para conmemorar el 30 aniversario del juego original. El creador ya no está involucrado con el juego, afirmando que «el proyecto ya ha terminado» después de enviar los cartuchos de regalo.

## Nota
1. ↑  Japonés: スーパーマリオランド, Hepburn: Sūpā Mario Rando.